# Portsmouth (skladba, Mike Oldfield)
„Portsmouth“ je instrumentální skladba britského multiinstrumentalisty Mika Oldfielda. Byla vydána na konci roku 1976 jako jeho čtvrtý singl a v britské hudební hitparádě se v lednu 1977 umístil na 3. místě.
Skladba „Portsmouth“ je původně lidová skladba, kterou Oldfield pro svoji potřebu upravil. Na B straně singlu se na britském vydání nachází písnička „Speak (Tho' You Only Say Farewell)“, v ostatních zemích je zde skladba „Argiers“.

## Seznam skladeb
1. „Portsmouth“ (tradicionál, úprava Oldfield) – 2:02
2. „Speak (Tho' You Only Say Farewell)“ (Morello/Horatio Nichols) – 2:54

Mezinárodní vydání
1. „Portsmouth“ (tradicionál, úprava Oldfield) – 2:02
2. „Argiers“ (tradicionál, úprava Oldfield) – 3:59